# Kelly Rutherford
Kelly Rutherford (Elizabethtown, Kentucky, 6 de noviembre de 1968) es una actriz estadounidense. Es conocida por sus papeles en televisión como Stephanie «Sam» Whitmore en la telenovela diurna Generations de NBC (1989-1991), Megan Lewis en el drama Melrose Place de Fox (1996-1999) y Lily van der Woodsen en la serie Gossip Girl de The CW (2007-2012).

## Biografía
Kelly Rutherford nació en Elizabethtown, Kentucky, el 6 de noviembre de 1968, hija de Ann Edwards. Tiene un hermano llamado Anthony. Asistió a la Corona del Mar High School en Newport Beach, California. Más tarde estudió en HB Studio en Nueva York y en Beverly Hills Playhouse en California.

## Carrera
Rutherford comenzó su carrera en telenovelas diurnas. Apareció en Loving en 1987 y más tarde obtuvo un papel recurrente en Generations de 1989 a 1991. En 1992 se unió al elenco del drama Homefront de ABC.
De 1993 a 1994, fue parte del elenco principal de la serie de Fox The Adventures of Brisco County, Jr., donde interpretó a Dixie Cousins, una cantante de salón y estafadora que tiene un breve romance con Brisco. En episodios posteriores, Dixie se convierte en el principal interés amoroso del protagonista.
También participó en la película I Love Trouble y protagonizó las series de corta duración The Great Defender como Frankie Collet (1995) y Kindred: The Embraced como Caitlin Byrne (1996). En 1996, se unió al elenco de la telenovela nocturna Melrose Place de Fox, donde interpretó a Megan Lewis hasta 1999.
En el cine, tuvo un papel en el filme de terror Scream 3 (2000). Entre 2003 y 2004, protagonizó el drama de ABC Threat Matrix como la agente especial Frankie Ellroy Kilmer. La siguiente temporada televisiva encabezó otra serie de corta duración, E-Ring, en NBC.
En 2007, comenzó a interpretar a Lily van der Woodsen en la serie Gossip Girl de The CW, que finalizó en 2012. También ha protagonizado varias películas para la cadena Lifetime. En 2016, se unió al thriller Quantico de ABC con un papel recurrente como Laura Wyatt. Entre 2018 y 2019, interpretó a Melissa Daniels en el reinicio de Dynasty en The CW.

## Vida privada
Rutherford se casó con el banquero venezolano Carlos Tarajano en junio de 2001. En enero de 2002, tras seis meses de matrimonio, solicitó el divorcio. Poco después, la boda apareció en la edición de febrero de 2002 de la revista InStyle. En agosto de 2006, contrajo matrimonio con el empresario alemán Daniel Giersch. En octubre de ese mismo año, dio a luz a su primer hijo, Hermès Gustaf Daniel Giersch. Mientras estaba embarazada de su segundo hijo, presentó la demanda de divorcio contra Giersch el 30 de diciembre de 2008.
En agosto de 2009, ambos llegaron a un acuerdo temporal de custodia compartida, vigente hasta abril de 2010. Un mes después, Rutherford obtuvo una orden de restricción temporal contra él. En abril de 2012, la visa de Giersch fue revocada luego de que el abogado de Rutherford informara al Departamento de Estado sobre asuntos relacionados con los negocios de Giersch, lo que llevó a la conclusión de que existían pruebas suficientes para deportarlo. Se reportó que las acusaciones incluían fraude o vínculos con el tráfico de drogas y armas en Sudamérica, considerado terrorismo bajo la Ley Patriota. Como resultado, Giersch no pudo regresar a Estados Unidos y se estableció en Francia y Mónaco.
En mayo de 2012, los hijos de la expareja viajaron a Francia para pasar el verano con su padre. Rutherford solicitó la custodia exclusiva para mantenerlos en Estados Unidos tras la visita, ya que el acuerdo de custodia compartida la obligaba a viajar frecuentemente para que Giersch pudiera verlos. En agosto de 2012, en una decisión ampliamente difundida, un juez del Tribunal Superior de California determinó que el acuerdo de custodia 50/50 debía mantenerse y que, debido a la imposibilidad de Giersch de viajar a Estados Unidos, los niños debían vivir con él en Francia y asistir a la escuela allí, mientras Rutherford los visitaba. Aunque ella apeló la decisión y pidió una suspensión del fallo, su solicitud fue denegada, con la condición de que en dos años se revaluaría la elegibilidad de Giersch para entrar a Estados Unidos y el bienestar de los niños.
En junio de 2013, Rutherford se declaró en bancarrota, alegando deudas de aproximadamente dos millones de dólares, en su mayoría derivadas de los 1.5 millones que gastó en honorarios legales durante el proceso de divorcio y custodia. En mayo de 2015, se le otorgó temporalmente la custodia exclusiva de sus hijos, con la orden de que fueran traídos de regreso a Estados Unidos desde Mónaco, donde vivían con su padre desde 2012. Sin embargo, el 23 de julio de 2015, un juez de California dictaminó que el estado no tenía jurisdicción sobre el caso, ya que Rutherford residía en Nueva York, por lo que la custodia fue devuelta al padre.
Rutherford presentó entonces el caso en Nueva York, pero el 27 de julio de 2015, el tribunal neoyorquino también declaró que no tenía jurisdicción. En diciembre de 2015, los tribunales de Mónaco reafirmaron que la custodia total seguiría en manos del padre, otorgando a Rutherford amplios derechos de visita en Francia y Mónaco, además de participación compartida en decisiones sobre salud, educación, religión y cualquier posible cambio de residencia.